# Дучинский, Иосиф (Осип) Игнатьевич
Иосиф (Осип) Игнатьевич Дучинский (около 1790 — апрель 1854) — генерал-майор армейской кавалерии, георгиевский кавалер, участник нескольких войн.

## Биография
Их дворян польской шляхты, католик. Службу начал в 1808 году унтер-офицером Белорусского гусарского полка. Участник Русско-турецкой войны 1806—1812 годов. За отличие в кампании 1810 года пожалован в офицерский чин корнета (19.06.1810) и награждён орденом Святой Анны 4 степени (21.11.1810). Участник Отечественной войны 1812 и Заграничных походов 1813—1814 годов. За отличие в кампаниях 1812—1814 годов пожалован в чины поручика и штабс-ротмистра, награждён орденом Святого Владимира 4 степени с бантом (1814), прусским орденом за военные заслуги «Pour le Mérite» (1814), серебряной медалью «В память Отечественной войны 1812 года» на Андреевской ленте и серебряной медалью «За взятие Парижа 19 марта 1814 года».
ВП от 22 июня 1818 года, из штабс-ротмистров того же — именовавшегося по шефу, Гусарским принца Оранского полка, переведён, тем же — чином штабс-ротмистра, в Татарский уланский полк, который имел квартиры в г. Несвиже. В период 1818—1822 годов штабс-ротмистр и ротмистр Татарского уланского полка И. И. Дучинский, который в современной библиографии о масонах ошибочно ассоциируется со своим сыном — Эдуардом Осиповичем (ок. 1822 — 15.11.1885), состоял членом масонской Ложи Счастливого освобождения, работавшей в Несвиже на французском и польском языках, в союзе Великого Востока Польши (под № 4) и ложи № 6.
Из ротмистров Татарского уланского полка произведён в майоры Литовского уланского полка (квартиры в г. Слоним) и назначен командиром 2-й батареи (?) пешего резерва (1828—1829). В 1830 году переведён, тем же — чином майора, и в 1831 году из майоров произведён в подполковники Волынского уланского полка (квартиры в г. Новогрудок).
Участник Русско-польской войны 1830—1831 годов. Командуя сводным летучим кавалерийским отрядом, 10 августа 1831 года, при обороне Карчева, подвергся нападению крупных сил корпуса польского генерала Джироламо Раморино и попал в плен. После разгрома 4 сентября 1831 года, в сражении при Рахове, корпуса Д. Раморино войсками русского корпуса, под командованием генерал-адъютанта барона Г. В. Розена, был освобождён. За участие в польской кампании награждён польским знаком отличия за военное достоинство («Virtuti militari») 3-й степени (31.12.1831) и пожалован орденом Святой Анны 2 степени (27.05.1832).
ВП от 12.09.1833 года, за отличие по службе, объявлено высочайшее благоволение Волынского уланского полка подполковнику Дучинскому. Указом от 1.01.1834 года, по поднесенному Е. И. В. докладу от Думы Военного Ордена, всемилостивейше пожалован, в 25 день декабря 1833 года, за беспорочную выслугу в офицерских чинах двадцати пяти лет, кавалером ордена Святого Великомученика и Победоносца Георгия 4-й степени, подполковник Волынского уланского полка Осип Дучинский. В 1835 году — командир 3-го дивизиона Волынского уланского полка. За отличие в крупных воинских маневрах и смотре русско-прусских войск в г. Калише, в присутствии императора Николая I и короля Прусского Фридриха Вильгельма III, ВП от 13-го и 17 августа, 3-го, 5-го и 8 сентября 1835 года [дополнениями], объявлены высочайшие благоволения. ВП от 18 декабря 1835 года, пожалован, в воздаяние отлично-усердной и ревностной службы, кавалером ордена Святого Станислава 3 степени, Волынского уланского полка подполковник Дучинский. В 1836 году высочайше пожалован единовременным награждением в размере 2000 руб. ВП от 7 февраля 1838 года, производится, за отличие по службе, в полковники, Волынского уланского полка подполковник Дучинский, со старшинством с 4 сентября 1837 года. ВП от 20 февраля 1838 года, назначен, Волынского уланского полка полковник Дучинский, состоять по кавалерии, для определения в Корпус лесничих.
В полковники Корпуса лесничих Дучинский не назначался. ВП от 23 ноября 1839 года, состоящий по кавалерии, полковник Дучинский, переводится в Чугуевский уланский полк. Указом от 22.08.1842 года, награждён знаком отличия «Беспорочная служба XXX». ВП от 16 мая 1843 года, Чугуевского уланского полка полковник Дучинский назначен командиром Сибирского Уланского полка.
ВП от 17.09.1845 [дополнением], объявлено, за отличие по службе, высочайшее благоволение командиру Сибирского уланского полка полковнику Дучинскому. Указом от 23 декабря 1845 года, пожалован, в награду отлично-усердной и ревностной службы и особых трудов, начальством засвидетельствованных, кавалером ордена Святой Анны 2 степени с императорской короной. Указом от 22 августа 1846 года, награждён знаком отличия «Беспорочная служба XXXV». ВП от 6 декабря 1846 года, пожалован, за отличие по службе, из полковников в чин генерал-майора, с оставлением по кавалерии и в должности. ВП от 24 февраля 1847 года, отставлен от должности командира Сибирского Уланского полка, и тем же приказом уволен в отпуск, для излечения болезни, на один год, командующий Сибирским уланским полком, генерал-майор Дучинский, к Балтийским морским ваннам и С.-Петербургским искусственным минеральным водам, с зачислением по кавалерии.
Состоял в резерве кавалерии. ВП от 5.03.1848 года, назначен, состоящий по кавалерии, генерал-майор Дучинский — командующим [формируемыми] резервными эскадронами 7-й лёгкой кавалерийской дивизии, с оставлением по кавалерии. ВП от 3.05.1848 [дополнением], объявлено особенное монаршее благоволение, за успешное и удовлетворительное сформирование, из отпускных нижних чинов, призванных на действительную службу, резервных эскадронов 7-й лёгкой кавалерийской дивизии, исправное снаряжение сих частей одеждой и оружием, неусыпное попечение и примерную заботливость лиц, коим сие формирование было поручено — ген.-майору Дучинскому.
Указом от 9 июня 1850 года, пожалован кавалером ордена Святого Владимира 3 степени, состоящий по кавалерии генерал-майор, командующий резервными бригадами 1-й и 2-й лёгких кавалерийских дивизий — Дучинский, в воздаяние отлично-усердной и ревностной службы, начальством засвидетельствованной. ВП от 17.09.1852 [дополнением], объявлено, за отличие по службе, монаршее благоволение, командиру резервной бригады, генерал-майору Дучинскому. Высочайшей грамотой, данной Капитулу Императорских и Царских орденов от 27 декабря 1852 года, пожалован кавалером ордена Святого Станислава 1 степени, командир 2-й бригады Резервной [лёгкой] кавалерийской дивизии, генерал-майор Дучинский, в награду за отлично-усердную и ревностную службу, засвидетельствованную инспектором Резервной кавалерии, ген.-адъютантом Свиты Его Величества В. Ф. фон дер Лауницем. Умер на службе. ВП от 30.04.1854 года, умерший исключается из списков, командир 2-й бригады Резервной лёгкой кавалерийской дивизии, генерал-майор Дучинский.

## Семья
Сыновья:
Эдуард Осипович Дучинский (ок. 1821 — 15.11.1885, Харьков) — генерал-майор, состоящий по армейской кавалерии и служивший по Интендантскому ведомству. Выпускник, одновременно с братом — Александром, Первого кадетского корпуса в С.-Петербурге (11.09.1841; старшинство в чине корнета с 22.07.1840). Вместе с братом начинал службу под началом отца, в Чугуевском и Сибирском уланских полках, затем, вместе с братом, переведён в лейб-гвардии Уланский Его Величества полк. В 1853 году переведён в Провиантский штат. В период Крымской войны служил обер-кригс-комиссаром 3-го пехотного корпуса. Упоминается в севастопольских дневниках Л. Н. Толстого. Впоследствии дослужился до должностей начальника отделения Окружного интендантского управления Петербургского военного округа, интенданта 9-го армейского корпуса и помощника окружного интенданта Харьковского военного округа. Умер на службе.
Александр Осипович Дучинский (ок. 1821—не ранее декабря 1873) — генерал-майор армейской кавалерии. Выпускник, одновременно с братом — Эдуардом, Первого кадетского корпуса в С.-Петербурге (7.07.1841; старшинство в чине корнета с 22.07.1840). Вместе с братом начинал службу под началом отца, в Чугуевском и Сибирском уланских полках, затем, вместе с братом, переведён в лейб-гвардии Уланский Его Величества полк. В 1858 году откомандирован в Отдельный Оренбургский казачий корпус, участник дипломатической миссии флигель-адъютанта, полковника Н. П. Игнатьева в Хиву и Бухару, состоял для особых поручений при командире Оренбургского казачьего корпуса, с переводом в армейскую кавалерию. В 1861 году из армейской кавалерии переведён в Провиантский, затем в Комиссариатский, затем вновь в Провиантский штат, с оставлением по армейской кавалерии. Состоял для особых поручений при генерал-провиантмейстере Военного министерства, затем служил саратовским обер-провиантмейстером. Оставив службу интендантом, в 1865 году вернулся в действующую армейскую кавалерию. Последовательно служил командиром дивизионов и эскадронов 11-го Драгунского Рижского Её Императорского Высочества Великой княгини Екатерины Михайловны полка, 13-го Гусарского Нарвского Его Императорского Высочества Великого князя Константина Николаевича полка, после чего назначен командиром 7-го Драгунского Кинбурнского Его Императорского Высочества Великого князя Михаила Николаевича полка. С производством в чин генерал-майора прикомандирован к 4-й кавалерийской дивизии, затем назначен младшим помощником начальника Кавказской кавалерийской дивизии. В декабре 1873 уволен, по болезни, от службы.
Николай Осипович Дучинский (ок. 1830 — не ранее 1837) — кадет. В декабре 1837 года определён кандидатом в кадеты 1-го класса Александровского кадетского корпуса в Царском Селе, с повелением прибыть в корпус не позднее 17 ноября 1838 года. Дальнейшая судьба не установлена.
Дочери:
Эмилия Иосифовна (Осиповна) Дучинская (6.03.1817 — 4.10.1897, С.-Петербург) — девица. Вместе с сестрой — Марией, была определена в Императорское Воспитательное общество благородных девиц, однако, среди его выпускниц не значится. Близкий родственник и фактически член семьи дворян Вилламовых.
Йозефина (Жозефина) Мария Иосифовна (Осиповна) Вилламова, урождённая Дучинская (14.05.1819 — 8.12.1897, С.-Петербург) — действительная статская советница. Воспитанница Императорского Воспитательного общества благородных девиц (Смольного института), которое окончила, по II отделению, в 1836 году. Жена главного контролёра Ведомства учреждений императрицы Марии, декабриста, действительного статского советника Артемия Григорьевича Вилламова, в браке с которым имела пять сыновей и шесть дочерей.
Внуки:
Александр Артемьевич Вилламов (23.03.1840, С.-Петербург — 27.10.1894, С.-Петербург) — полковник (при отставке), интендант. Воспитанник Школы гвардейских подпрапорщиков и кавалерийских юнкеров. Службу начал корнетом 32-го Чугуевского Уланского Её Величества полка, затем переведён в лейб-гвардии Уланский Его Величества полк. С 1867 по 1894 год служил в разных должностях Окружного Интендантского управления Петербургского военного округа в Новгородской и С.-Петербургской губерниях, с зачислением по армейской кавалерии. Интендантом участвовал в Русско-турецкой войне 1877—1878 годов. В чине подполковника был назначен смотрителем Петергофского продовольственного [провиантского] I-го класса магазина. C той должности в сентябре 1894 года уволен в отставку, с пожалованием чина полковника и пенсией полного оклада, и в октябре того же года скончался.
Николай Артемьевич Вилламов (9.06.1850, С.-Петербург — 27.09.1914, С.-Петербург) — генерал от кавалерии, почётный опекун.